# Syzygium oleosum
Syzygium oleosum, comúnmente conocida como lilly pilly azul, ("blue lilly pilly") es una especie de Syzygium nativo del este de los bosque templados húmedos del este de Australia y bosques esclerófilos. 

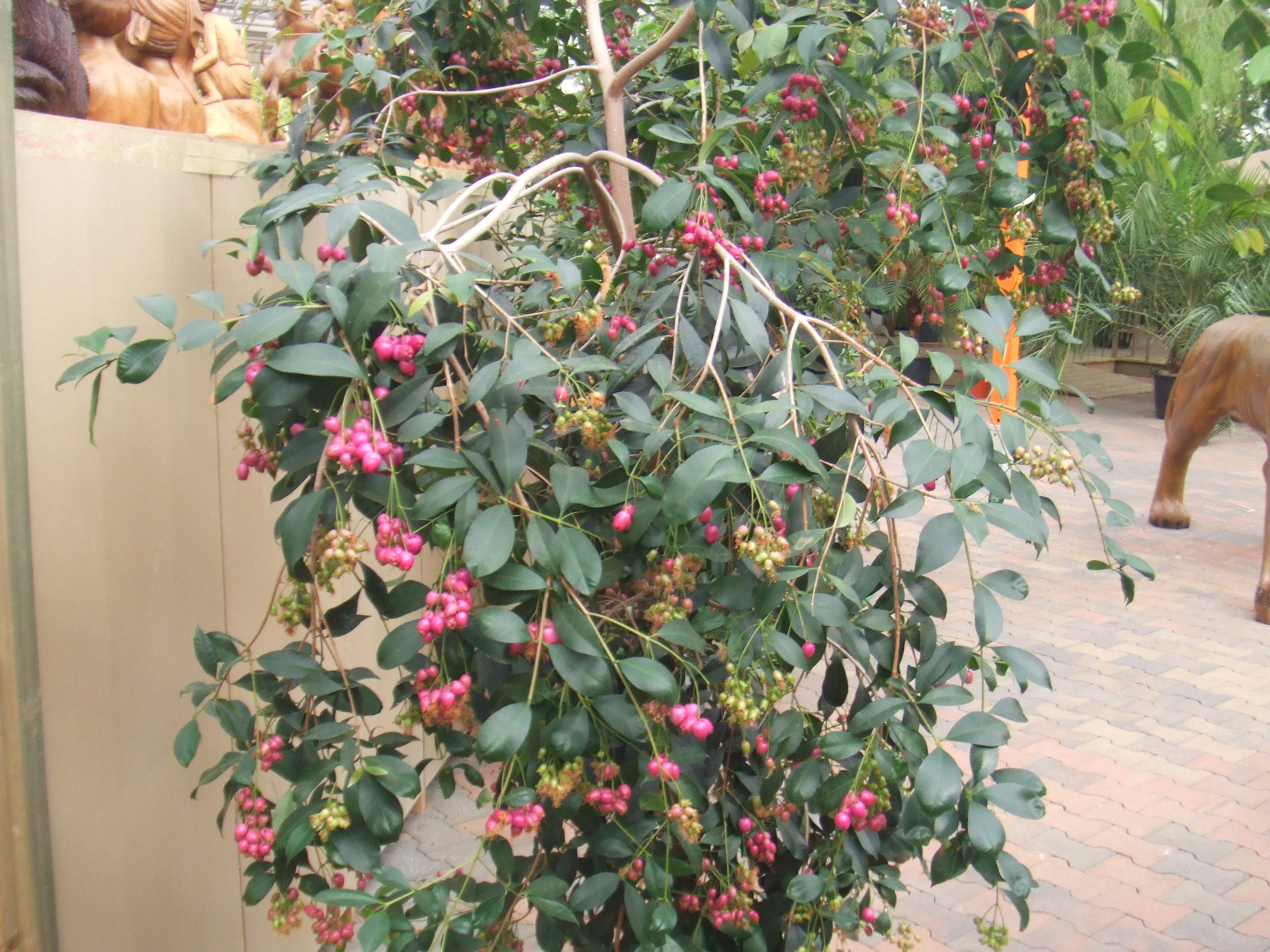
Vista de la planta

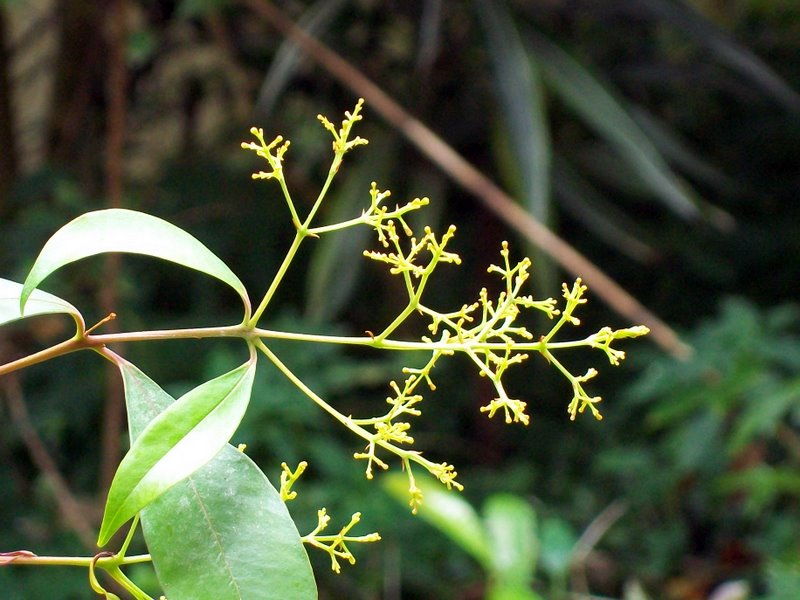
Inflorescencia

## Descripción
Es un árbol pequeño, de 12 a 15 m de alto. Las hojas son opuestas, simples y lanceoladas a ovadas, con una superficie brillosa oscura y con un envés pálido. Las hojas tienen puntitos aceitosos y son distintivamente aromáticos cuando se les aplasta, con aromas reminiscentes del mango o albaricoque. Sus flores son pequeñas y de color crema. Produce un fruto de color rojo cuando joven, cambiándose a color púrpura cuando maduro, mide 13-40 mm de diámetro.
El fruto puede ser consumido fresco o cocinado. Tiene una textura fresca agradable y es suavemente aromático y dulce. El fruto puede ser preparado en mermeladas, jaleas y bebidas alcohólicas. También se le cultiva como planta ornamental.

## Taxonomía
Syzygium oleosum fue descrita por (F.Muell.) B.Hyland y publicado en Australian Journal of Botany, Supplementary Series 9: 107. 1983.
Etimología
Syzygium: nombre genérico que deriva del griego: syzygos y significa "unido, reunido"
oleosum: epíteto latíno que significa "oleoso, aceitoso"
Sinonimia
- Eugenia coolminiana C.Moore
- Eugenia cyanocarpa (F.Muell.) Maiden & Betche
- Eugenia oleosa F.Muell.
- Eugenia oleosa var. cyanocarpa F.Muell.
- Syzygium coolminianum (C.Moore) L.A.S.Johnson	[5][6]